# Sylviane Giampino
 (décembre 2020).
Sylviane Giampino est une psychologue de l'enfance, psychanalyste, Vice-présidente du Haut Conseil de la famille, de l'enfance et de l'âge (HCFEA),  Présidente du Conseil de l'enfance et de l'adolescence du HCFEA, Présidente d'honneur de l'association nationale des psychologues pour la petite enfance (A.NA.PSY.p.e),

## Biographie
Diplômée de psychologie clinique et de sciences de l'éducation à l'université Paris V René Descartes, elle est successivement infirmière auprès d’enfants psychotiques à l’hôpital psychiatrique de Maison Blanche (dans le service pour enfants du Dr Yves Racine[source insuffisante]), puis institutrice spécialisée au centre Franchemond, un EMP parisien spécialisé dans les troubles du langage. Elle s’oriente ensuite vers la prévention par le soutien à la parentalité et les actions en petite enfance, dans des crèches et des services de PMI de Seine-Saint-Denis. Elle mène conjointement des recherches et des engagements associatifs.
En 1986, elle fonde l'association nationale des psychologues pour la petite enfance[réf. souhaitée], l'A.NA.PSY.p.e, qu'elle préside jusqu'en 2009. Elle en est depuis présidente d'honneur.
Elle participe en 2006 aux travaux du collectif Pas de zéro de conduite pour les enfants de trois ans[réf. nécessaire], qui a recueilli 200 000 signatures, fédère l'essentiel des professionnels français de l'enfance, et poursuit son action en faveur d'une prévention et de soins psychologiques pour les enfants à l'écart de la prédiction et des approches normatives de leurs difficultés. Elle est également membre  de l'association Archives et Documentation Françoise Dolto, pour laquelle Sylviane Giampino anime des tables rondes[source insuffisante].
Elle est nommée chevalier de la Légion d'honneur en juillet 2014, dans la liste du ministère des Affaires sociales et de la Santé, chevalier de l'Ordre des Arts et des Lettres en aout 2018 et officier de l'Ordre National du Mérite en juin 2022.
Le 22 avril 2022, elle est nommée par décret au Comité consultatif national d'éthique pour les sciences de la vie et de la santé sur proposition du président du Haut Conseil de la famille, de l'enfance et de l'âge.

## Thèmes de travail
Sylviane Giampino travaille avec les collectivités territoriales.
Sylviane Giampino est la présidente du Haut Conseil de la famille, de l'enfance et de l'âge.  
Sylviane Giampino remet son rapport : « Développement du jeune enfant : Modes d’accueil et Formation des professionnels » à Laurence Rossignol, Ministre des Familles, l’Enfance et des Droits des Femmes en mai 2016.

### Ouvrages
- 2007: Les mères qui travaillent sont-elles coupables, Paris, Albin Michel[e 1].
- 2009: Nos enfants sous haute surveillance, avec Catherine Vidal, Paris, Albin Michel[e 2],[7].
- 2011: L'enfance : un trouble à l'ordre public ?, 1001 BB no 119, Toulouse, Erès[e 3].
- 2014: Être parents aujourd'hui : un jeu d'enfants ?, 1001 BB no 139, Toulouse, Erès[e 4].
- 2015: Accueillir, 1001BB no 32, Toulouse, Erès[e 5].
- 2016: Développement du jeune enfant : modes d'accueil et formations des professionnels, Rapport au gouvernement[e 6].
- 2017: Refonder l'accueil des jeunes enfants - 1001 bb no 151, Toulouse Erès[e 7].
- 2019 : Pourquoi les pères travaillent-ils trop ?, Paris, Albin Michel

## Distinctions
Elle est nommée chevalier de l'Ordre de la Légion d’honneur en 2014.

## Liens vers les éditeurs
1. ↑  « les mères qui travaillent sont-elles coupables? »(Archive.org • Wikiwix • Archive.is • Google • Que faire ?), sur albin-michel.fr.
2. ↑  « nos enfants sous haute surveillance »(Archive.org • Wikiwix • Archive.is • Google • Que faire ?), sur albin-michel.fr.
3. ↑  « L'enfance : un trouble à l'ordre public ? », sur editions-eres.com, 20 octobre 2011.
4. ↑  « Être parents aujourd'hui : un jeu d'enfants ? », sur editions-eres.com, 4 septembre 2014.
5. ↑  Sylviane Giampino, Accueillir, Erès, 12 mars 2015 (lire en ligne)
6. ↑  Sylviane Giampino, « Développement du jeune enfant, modes d'accueil, formation des professionnels. », Ministère des affaires sociales et de la santé.,‎ 9 mai 2016 (lire en ligne)
7. ↑  Sylviane Giampino, « Refonder l'accueil des jeunes enfants », Erès,‎ 5 octobre 2017 (lire en ligne, consulté le 3 décembre 2017)